# Путс, Имоджен
И́моджен Гей Путс (англ. Imogen Gay Poots; род. 3 июня 1989, Чизик, Большой Лондон) — британская актриса и модель.

## Ранняя жизнь и образование
Родилась 3 июня 1989 года в лондонском районе Хаммерсмит, в семье ирландского телепродюсера Тревора Путса и журналистки-англичанки Фионы Гудолл. Училась в школах Bute House Preparatory School for Girls в Брук Грин, Queen’s Gate School в Южном Кенсингтоне и London’s Latymer Upper School в Хаммерсмите, где она достигла 3A степени в A-Level. У Имоджен есть старший брат Алекс.
В детстве собиралась стать ветеринаром, пока однажды не увидела лично операцию в ветклинике — от вида крови Имоджен стало плохо. В 14 лет начала посещать театральную мастерскую в Хаммерсмите компании «YoungBlood». В рамках театральной студии она не только научилась актерскому мастерству, но и узнала секреты импровизации и сценарного дела. Именно тогда Путс поняла, чем хочет заниматься в будущем. В 2008 году, успешно сдав экзамены, получила грант на обучение в Институте искусства Курто в Лондоне, но отложила учёбу на два года, так как к тому моменту уже была занята на съемках.

## Карьера
Первую роль в кино получила в фильме «V значит Вендетта» в 2006 году. До этого в 2004 году также сыграла эпизодическую роль в телесериале «Катастрофа», а затем в 2007 году снялась в фильме Хуана Карлоса Фреснадильо «28 недель спустя», в короткометражном фильме «Желание» и в байопике «Любовные неудачи Джейн Остин».
Появилась в фильме «Трещины» и двух фильмах американского производства «Пробуждая Мэдисон» и «Сексоголик». Сыграла эпизодическую роль в фильме «Джейн Эйр» по роману Шарлотты Бронте.
В 2011 году стала рекламным лицом парфюма «Chloé» от одноименного французского дома моды. В 2012 году режиссёр София Коппола выбрала Путс в качестве лица рекламной кампании для коллаборации «Marni» и «H&M».
В 2013 году приняла участие в экранизации романа Ирвина Уэлша под названием «Грязь». В 2014 году сыграла главную женскую роль в фильме «Need for Speed: Жажда скорости».
В 2020 году вышла драма «Отец» с её участием. Фильм получил положительные отзывы критиков и был удостоен премии Оскар в номинациях «Лучшая мужская роль» (Энтони Хопкинс) и «Лучший адаптированный сценарий» (по пьесе Флориана Зеллера).
Также работает в качестве модели в Select Model Management.

## Личная жизнь
В 2017—2023 годах состояла в отношениях с актёром Джеймсом Нортоном, с которым обручилась в 2022 году.

## Фильмография
| Год       |     | Русское название                             | Оригинальное название              | Роль                  |
| --------- | --- | -------------------------------------------- | ---------------------------------- | --------------------- |
| 2004      | с   | Катастрофа                                   | Casualty                           | Элис Торнтон          |
| 2005      | ф   | V — значит Вендетта                          | V for Vendetta                     | Валери Пейдж в юности |
| 2007      | ф   | 28 недель спустя                             | 28 Weeks Later                     | Тэмми Харрис          |
| 2007      | кор |                                              | Желание                            | Wish / Джейн          |
| 2008      | тф  | Любовные неудачи Джейн Остин                 | Miss Austen Regrets                | Фанни Найт            |
| 2008      | ф   | Я и Орсон Уэллс                              | Me and Orson Welles                | Лорелей Лэтроп        |
| 2009      | ф   | Трещины                                      | Cracks                             | Поппи                 |
| 2009      | ф   | Пробуждая Мэдисон                            | Waking Madison                     | Алексис               |
| 2009      | ф   | Сексоголик                                   | Solitary Man                       | Эллисон Карш          |
| 2010      | ф   | Центурион                                    | Centurion                          | Арианна               |
| 2010      | ф   | Чат                                          | Chatroom                           | Ева                   |
| 2010      | мтф | Букет колючей проволоки                      | Bouquet of Barbed Wire             | Прю Соренсон          |
| 2010      | тф  | Кристофер и ему подобные                     | Christopher and His Kind           | Джейн Росс            |
| 2011      | ф   | Джейн Эйр                                    | Jane Eyre                          | Бланш Ингрэм          |
| 2011      | ф   | Ночь страха                                  | Fright Night                       | Эми Петерсон          |
| 2012      | ф   | Кто получит бриллиант?                       | Comes a Bright Day                 | Мэри Брайт            |
| 2012      | ф   | Прощальный квартет                           | A Late Quartet                     | Александра Гелбарт    |
| 2013      | ф   | Привет от Тима Бакли                         | Greetings from Tim Buckley         | Элли                  |
| 2013      | ф   | Джими Хендрикс                               | All Is by My Side                  | Линда Кит             |
| 2013      | ф   | Грязь                                        | Filth                              | Аманда Драммонд       |
| 2013      | ф   | Властелин любви                              | The Look of Love                   | Дебби Реймонд         |
| 2014      | ф   | Этот неловкий момент                         | That Awkward Moment                | Элли                  |
| 2014      | ф   | Долгое падение                               | A Long Way Down                    | Джесс                 |
| 2014      | ф   | Need for Speed: Жажда скорости               | Need for Speed                     | Джулия Мэддон         |
| 2014      | ф   | Мисс Переполох                               | She’s Funny That Way               | Изабелла Паттерсон    |
| 2015      | ф   | Рыцарь кубков                                | Knight of Cups                     | Делла                 |
| 2015      | ф   | Зелёная комната                              | Green Room                         | Эмбер                 |
| 2015      | ф   | Страна под названием Дом                     | A Country Called Home              | Элли                  |
| 2016      | ф   | Фрэнк и Лола                                 | Frank & Lola                       | Лола                  |
| 2016      | с   | Гастролёры                                   | Roadies                            | Келли Энн             |
| 2016      | ф   | Поп-звезда: Не переставай, не останавливайся | Popstar: Never Stop Never Stopping | Эшли Уэнздей          |
| 2017      | кор |                                              | Have Had                           | Грейс                 |
| 2017      | ф   | Смерть на Аляске                             | Sweet Virginia                     | Лила                  |
| 2017      | ф   | Мобильные дома                               | Mobile Homes                       | Эли                   |
| 2017      | ф   | Я сражаюсь с великанами                      | I kill Giants                      | Карен                 |
| 2018      | ф   | Кто в пятницу родился                        | Age Out                            | Джоан                 |
| 2019      | ф   | Искусство самообороны                        | The Art of Self-Defense            | Анна                  |
| 2019      | ф   | Вивариум                                     | Vivarium                           | Джемма                |
| 2019      | ф   | Замок в земле                                | Castle in the Ground               | Анна                  |
| 2019      | ф   | Чёрное Рождество                             | Black Christmas                    | Райли Стоун           |
| 2020      | мтф | Я знаю, что это правда                       | I Know This Much Is True           | Джой Хэнкс            |
| 2020      | ф   | Отец                                         | The Father                         | Лора                  |
| 2020      | ф   | Уйти не прощаясь                             | French Exit                        | Сьюзан                |
| 2022—2024 | с   | Внешние сферы                                | Outer Range                        | Отэм                  |
| 2023      | ф   | Балтимор                                     | Baltimore                          | Роуз Дагдейл          |
| 2023      | ф   | Учитель                                      | The Teacher                        | Лиза                  |
| 2024      | ф   |                                              | All of You                         | Лора                  |
| 2025      | ф   | Хронология воды                              | The Chronology of Water            | Лидия Юкнавич         |
| 2025      | ф   | Хедда                                        | Hedda                              | Тея Клифтон           |